# 宮城野通站
宮城野通站（日语：／ Miyaginodōri eki */?）是位於日本宮城縣仙台市宮城野區，屬於仙台市地下鐵東西線的鐵路車站。車站編號是T08。本站在2020年3月31日前的副站名是「Yurtec本社前」。

## 車站結構
位於東八番丁通下方。站名來自北1出入口起約30公尺以北的宮城野通。
距離JR仙台站的仙石線月台很近，但無法以地下道接續，需要在北1出入口出地面方可轉乘。
車站東北部的北1出入口，受空間影響，樓梯與扶手電梯分開。
另外，北1出入口沒有安裝升降機，大堂、地面間的升降機只限南1出入口附近。月台位於地下4樓（深約31公尺）。

### 月台配置
| 月台 | 路線     | 目的地                   |
| ---- | -------- | ------------------------ |
| 1    | ■ 東西線 | 荒井方向                 |
| 2    | ■ 東西線 | 仙台、八木山動物公園方向 |

## 使用情況
| 上車人次推移 | 上車人次推移     |
| 年度         | 一日平均上車人次 |
| ------------ | ---------------- |
| 2015         | 2,040            |
| 2016         | 2,490            |
| 2017         | 2,906            |

- 2017年度（平成29年度）
  - 1日平均上車人數：2,906人[2]

一日平均上車人次（單位：人/日）

## 歷史
- 2006年：启动施工。
- 2015年12月6日：開業。

## 站名來源
設置的車站所在地位於榴岡，由於周邊的寺院較多，為免與東日本旅客鐵道（JR東日本）仙石線榴岡站混淆，以此站南的地名若林區新寺暫時命名為「新寺站」。根據站名檢討委員會指示定案為「宮城野通站」並予以採用。然而，站名來源並非來自位於宮城野通的地下。

## 相鄰車站
仙台市地下鐵
■ 東西線
仙台（T07）－宮城野通（T08）－連坊（T09）

## 外部連結
- 仙台市交通局 東西線（页面存档备份，存于）

Template:仙台站